# Óleifur Hjalti
Óleifur Hjalti (n. 890) fue un vikingo y bóndi de Varmalækur, Bær, Borgarfjarður en Islandia. Es un personaje secundario de la saga de Njál, y de la saga de Egil Skallagrímson. Se casó con Ungfrú Ingólfsdóttir (n. 894), y de esa relación nacieron tres hijos:
- Þórarinn ragabróðir Óleifsson, quien sería un lögsögumaður de Islandia.
- Ragi Óleifsson (n. 925)
- Glúmur Óleifsson (n. 930), segundo esposo de Hallgerðr Höskuldsdóttir.